# チャールズ・ロードン＝ヘイスティングズ (第11代ラウドン伯爵)
第11代ラウドン伯爵チャールズ・エドワード・ロードン＝ヘイスティングズ（英語: Charles Edward Rawdon-Hastings, 11th Earl of Loudoun、出生名チャールズ・エドワード・アブニー＝ヘイスティングズ（Charles Edward Abney-Hastings）、1855年1月5日 – 1920年5月17日）は、イギリスの貴族。

## 生涯
チャールズ・フレデリック・クリフトン（1822年6月17日 – 1895年7月2日、1859年に姓をアブニー＝ヘイスティングズに改め、1880年にドニントン男爵に叙爵）と第10代ラウドン女伯爵イーディス・ロードン＝ヘイスティングズ（1833年12月10日 – 1874年1月23日）の息子として、1855年1月5日に生まれ、6月20日にグローヴナー・チャペルで洗礼を受けた。
1874年1月23日に母が死去すると、ラウドン伯爵、ボトリー男爵、ド・モリンズ男爵、ヘイスティングズ男爵位を継承、1876年5月8日にヘイスティングズ男爵として貴族院議員に就任、1880年5月20日にボトリー男爵として貴族院議員に就任した。
1874年6月23日、レスターシャー・ライフル志願兵第3軍団の大尉に任命された。1879年2月26日にレスターシャー・ヨーマンリーの定員外少尉（2nd Lieutenant (Supernumerary)）に任命され、1883年3月28日にヨーマンリーから辞任した。
1883年時点で（父との合算で）エアシャーに18,638エーカーの、レスターシャーに10,174エーカーの、ダービーシャーに2,750エーカーの、ウェスト・ライディング・オブ・ヨークシャーに1,348エーカーの土地（年収39,977ポンドに相当）を所有する大地主であり、ロワラン城、ラウドン城、ウィレスリー・ホール、ドニントン・ホールなど多くの邸宅を擁した。
1887年4月8日、ヴィクトリア女王の認可状を得て、父とともに姓を「ロードン＝ヘイスティングズ」（Rawdon-Hastings）に改めた。1895年7月24日に父が死去すると、ドニントン男爵位を継承した。
1920年5月17日に死去、ラウドン伯爵位は弟ポーリン・フランシス・カスバート（Paulyn Francis Cuthbert、1856年10月21日 – 1907年10月19日）の娘イーディス・モードが、ドニントン男爵位は弟ギルバート・セオフィラス・クリフトンが継承し、ボトリー男爵位、ハンガーフォード男爵位、ド・モリンズ男爵位、ヘイスティングズ男爵位は弟ポーリン・フランシス・カスバートの娘3名（イーディス・モード、エリザベス・フランシス、フローラ・アン）の間で停止状態になった。3人は1920年12月17日に貴族院の議決により4男爵位と（ノッキンの）ストレンジ男爵位、スタンリー男爵位の共同相続人に認定された。その後、これらの爵位の停止状態の一部が1921年2月23日に解消され、イーディス・モードがボトリー男爵、ヘイスティングズ男爵、スタンリー男爵を、エリザベス・フランシスがハンガーフォード男爵、ド・モリンズ男爵、ストレンジ男爵を継承した。

## 家族
1880年2月4日、アリス・メアリー・エリザベス・フィッツアラン＝ハワード（Alice Mary Elizabeth Fitzalan-Howard、1856年6月20日 – 1915年5月10日、初代グロソップのハワード男爵エドワード・ジョージ・フィッツアラン＝ハワードの娘）と結婚したが、2人の間に子供はいなかった。